# ケルビン波
ケルビン波（英語: Kelvin wave）は、海洋波動の1つである。

## 沿岸ケルビン波
北半球の場合、転向力は進行方向の右側にはたらくため、海洋の東岸では海水が集中することで圧力傾度力が進行方向左側にはたらく。このとき、転向力と圧力傾度力が力のつりあいを保った状態（地衡流平衡）となり、沿岸ケルビン波の伝播方向は北側となる。

## 赤道ケルビン波
赤道周辺では周辺より海面の水位がやや高くなるため、赤道から高緯度方向への圧力傾度力がはたらく。ここで、転向力は赤道方向にかかり力のつりあいが維持されている。このため、赤道でも沿岸と同様の状態となる。
赤道において振幅が最大となり、ケルビン波は東側に伝播していく。

## 導出
ケルビン波は、浅水方程式をもとに導かれる。